# АЭС Атуча
АЭС Атуча (исп. Central nuclear Atucha) — атомная электростанция, расположенная в городе Лима провинции Буэнос-Айрес в Аргентине. Состоит из двух энергоблоков, мощностью 357 МВт и 745 МВт соответственно. Оба реактора тяжеловодные.

## История
Строительство первого блока станции было начато в 1968 году и закончено в 1974 году. При этом АЭС Атуча стала первой в Латинской Америке атомной электростанцией. В 1981 году компанией Siemens было начато строительство второго блока, но уже в 1984 году оно было заморожено в связи с нехваткой финансирования. В 1992 году работы были продолжены и в 1994 году на 80 % готовности снова заморожены до 2006 года, когда было принято решение о достройке блока. В октябре 2011 года на сайте Nucleoeléctrica Argentina S.A. было опубликовано сообщение о завершении строительства энергоблока и переходу к его эксплуатационным испытаниям.
Подключение блока к сети произошло 27 июня 2014 года.
Весной 2011 года было объявлено о планах строительства третьего энергоблока. В феврале 2016 года стало известно, что новый энергоблок может быть построен по российскому проекту.

## Информация об энергоблоках
| Энергоблок | Тип реакторов | Мощность | Мощность | Начало строительства | Подключение к сети | Ввод в эксплуатацию | Закрытие |
| Энергоблок | Тип реакторов | Чистый   | Брутто   | Начало строительства | Подключение к сети | Ввод в эксплуатацию | Закрытие |
| ---------- | ------------- | -------- | -------- | -------------------- | ------------------ | ------------------- | -------- |
| Атуча-1    | PHWR          | 335 МВт  | 357 МВт  | 01.06.1968           | 19.03.1974         | 24.06.1974          |          |
| Атуча-2    | PHWR          | 692 МВт  | 745 МВт  | 14.07.1981           | 03.06.2014         | 27.06.2014          |          |